# Lijst van nummer 1-hits in de TMF superchart in 2011
Deze hits stonden in 2011 op nummer 1 in de TMF Superchart:
| Datum       | Artiest                                                                              | Titel               |
| ----------- | ------------------------------------------------------------------------------------ | ------------------- |
| 1 januari   | Ke$ha                                                                                | We R Who We R       |
| 8 januari   | Ke$ha                                                                                | We R Who We R       |
| 15 januari  | Martin Solveig & Dragonette                                                          | Hello               |
| 22 januari  | Adele                                                                                | Rolling in the deep |
| 29 januari  | Adele                                                                                | Rolling in the deep |
| 6 februari  | Adele                                                                                | Rolling in the deep |
| 13 februari | Adele                                                                                | Rolling in the deep |
| 20 februari | vanaf deze datum geen TMF Superchart meer, vanwege het verdwijnen van TMF als zender |                     |